# 2236 Аустразија
2236 Аустразија (енгл. 2236 Austrasia) је астероид главног астероидног појаса чија средња удаљеност од Сунца износи 2,344 астрономских јединица (АЈ).
Апсолутна магнитуда астероида је 12,3.